# Gardenia buffalina
Gardenia buffalina är en måreväxtart som först beskrevs av João de Loureiro, och fick sitt nu gällande namn av Jean Louis Marie Poiret. Gardenia buffalina ingår i släktet Gardenia och familjen måreväxter. Inga underarter finns listade i Catalogue of Life.